# Батырев, Алексей Александрович
Алексей Александрович Батырев (19.02.1910—15.07.1987) — советский военный деятель, контр-адмирал (03.11.1951), начальник Тихоокеанского ВВМУ им. Макарова (ноябрь 1954 — ноябрь 1957).

## Биография
Родился в селе Слободское, ныне Кстовский район  Нижегородской области. Член ВКП(б)/КПСС — с 1939 года. В РККФ — с 1927 года.
Окончил Военно-морское училище им. Фрунзе (1931), Специальные курсы командного состава (штурманский сектор, 1932), командирский класс Учебного отряда подводного плавания им. Кирова (1935), командный факультет Военно-морской академии им. Ворошилова (1944).
Служба:
- штурман ПЛ «Пролетарий» (октябрь 1931 — июнь 1932), ПЛ «Окунь» (декабрь 1932 — ноябрь 1934),
- командир ПЛ «М-84» (июнь 1935 — февраль 1938),
- командир 24-го дивизиона 3-й бригады ПЛ КБФ (февраль 1938 — февраль 1939),
- начальник 2-го отделения 2-го отдела (боевая подготовка) Штаба КБФ (февраль — декабрь 1939),
- начальник Штаба 3-й бригады ПЛ КБФ (декабрь 1939 — февраль 1941),
- начальник 1-го отделения Отдела подводного плавания Штаба КБФ (февраль 1941 — апрель 1942),
- офицер-оператор (январь — март 1944), старший офицер-оператор (март 1944 — декабрь 1945), заместитель начальника (декабрь 1945 — июнь 1947), начальник отдела (июнь 1947 — декабрь 1950) Оперативного управления Главного Штаба ВМС.
- Заместитель командующего — начальник Штаба Беломорской флотилии (декабрь 1950 — август 1954).
- В распоряжении Главкома ВМС (август — ноябрь 1954).
- Начальник Тихоокеанского ВВМУ им. Макарова (ноябрь 1954 — ноябрь 1957).
- заместитель начальника 2-го ВВМУ подводного плавания (ноябрь 1957 — декабрь 1959).
- начальник факультета Высших специальных офицерских классов (декабрь 1959 — сентябрь 1967).

Награждён орденами Ленина (1953), Красного Знамени (1947), Нахимова II степени (1945), двумя орденами Отечественной войны I степени (1944, 1985), Красной Звезды (1944, 1950), медалями.
Похоронен в колумбарии Ленинградского крематория, Санкт-Петербург.